# Beatrix Campbell
Mary Lorimer Beatrix Campbell, OBE (de soltera Barnes; 3 de febrero de 1947)es una escritora y activista inglesa que ha trabajado en varios medios desde principios de los años setenta. Entre sus libros se encuentran Wigan Pier Revisited (1984), Goliat: los lugares peligrosos de Gran Bretaña (1993) y Diana, princesa de Gales: cómo la política sexual sacudió a la monarquía (1998). También ha realizado películas como Listen to the Children (1990), un documental sobre los abusos a menores.

## Biografía
Campbell nació en Carlisle, Cumberland, Inglaterra. Estudió en Harraby Secondary Modern School y en la Carlisle and County High School for Girls (escuela primaria), y,  a partir de 2008 en la Richard Rose Central Academy. Sus padres, Jim y Catherine Barnes, eran miembros del Partido Comunista. 
Beatrix Barnes adoptó el nombre de Beatrix Campbell al casarse con Bobby Campbell, antiguo instalador de astilleros y violinista de Glasgow que formó parte del renacimiento de la política y la música radicales en Escocia a principios de la década de 1960. Se conocieron en Londres a finales de 1966 y vivieron en una comuna de Tower Hamlets. Se divorciaron en 1978, pero siguieron siendo amigos hasta la muerte de él en 1998. Beatrix comenzó a trabajar en el diario comunista The Morning Star, anteriormente The Daily Worker, donde Bobby era corresponsal de boxeo. Fue subeditora y más tarde reportera. En 1970 se comprometió profundamente con el movimiento de liberación de la mujer y desde entonces orientó su trabajo a temas relacionados con las mujeres. Tras declararse lesbiana a los 23 años, Campbell se casó con una mujer, sin tener en cuenta, afirmó, la distinción entre "unión civil" y "matrimonio".

## Trayectoria profesional y política
Campbell tenía catorce años cuando participó en la marcha de la Campaña por el Desarme Nuclear desde Aldermaston a Londres en 1961, y era todavía adolescente cuando se afilió al Partido Comunista. En aquella época, el partido estaba profundamente dividido en cuanto a su relación con la Unión Soviética. Campbell pertenecía al ala antiestalinista del partido que se opuso a la invasión soviética de Checoslovaquia en 1968. En Londres, ella y Bobby Campbell se unieron a un grupo disidente del Partido Comunista fundado por el profesor universitario Bill Warren que criticaba tanto el estalinismo como la política económica del partido.
Desde principios de la década de 1970, el compromiso de Campbell con el Partido Comunista fue cada vez más el de una feminista. Desde esta perspectiva cuestionó los principios del partido, tanto su enfoque político para la organización de las mujeres como su estrategia general. Geoff Andrews, en su libro End Games and New Times: The Final Years of British Communism 1964-1991,describió así la postura de Campbell ante el feminismo "se convirtió en una prioridad, no subordinado a un objetivo superior. Era una parte crucial de la redefinición del socialismo". Campbell formó parte de un grupo de periodistas en The Morning Star que a principios de la década de 1970 desafió al editor para que rompiera los lazos exclusivos del periódico con el Partido Comunista y el movimiento sindical, y abriera un diálogo con los movimientos sociales emergentes. Tras el nombramiento de Tony Chater como editor en 1976, Campbell comprendió que la lucha por reformar el Star estaba  perdida. Así,  tras su dimisión, se incorporó a la revista Marxism Today y al gramsciano New Times.
A finales de los años setenta, Campbell trabajaba principalmente para Time Out, cuyo personal protagonizó una larga huelga y ocupación en 1981 por la igualdad salarial y por el derecho del personal a ser consultado sobre inversiones importantes. Finalmente, ella y la mayoría de la plantilla abandonaron la empresa y fundaron la revista londinense de propiedad cooperativa City Limits.
El surgimiento del movimiento de liberación de la mujer (WLM, por sus siglas en inglés) cambió la vida de Campbell. Con Nell Myers creó un grupo interno en Stratford, al este de Londres, y en 1972 formó parte del grupo de mujeres miembros del Partido Comunista que fundó la revista Red Rag. La publicación se abrió inmediatamente a las mujeres del movimiento feminista más amplio, describiéndose no sólo como marxista sino como una "revista feminista" y definiendo el feminismo como "el movimiento político que surge como respuesta de las mujeres a su propia opresión". Cuando el Partido Comunista prohibió Red Rag, la contestación del colectivo editorial fue "no os compete prohibirla", lo que supuso que la revista siguiera creciendo durante diez años más.
En la década de 1980, los escritos de Campbell se centraron en la transformación de Gran Bretaña por el thatcherismo. Emprendió un viaje de seis meses por Inglaterra y escribió una polémica crítica del libro de George Orwell The Road to Wigan Pier (1937) y lo que ella consideraba la miopía del socialismo sexista. Investigó el atractivo del Partido Conservador para las mujeres. También se asoció política y profesionalmente con el surgimiento del municipalismo radical, particularmente en Londres, bajo el liderazgo del laborista Ken Livingstone.
En 1998, Campbell informó sobre un documento del Ayuntamiento de Newcastle en el que se denunciaban abusos a menores en la guardería Shieldfield de la ciudad en 1993. Afirmaba que la investigación del ayuntamiento había sido  "rigurosa" y había hallado "pruebas convincentes de abusos sádicos y sexuales de hasta 350 niños". Los presuntos autores eran los trabajadores de la guardería, Dawn Reed y Christopher Lillie, que ya habían sido absueltos de múltiples cargos en un juicio penal en 1994. Posteriormente demandaron por difamación al Consejo, al "Independent Review Team" que elaboró el informe y al periódico local Evening Chronicle.Al conceder a Reed y Lillie la indemnización máxima posible de 200.000 libras esterlinas cada uno, el juez del caso llegó a una "muy rara" constatación de " malicia " por parte del Equipo de Revisión Independiente, en el sentido de que "incluyeron en su informe una serie de afirmaciones fundamentales que debían saber que eran falsas y que no pueden explicarse sobre la base de la incompetencia o el mero descuido". Una de las cuatro personas del equipo de revisión independiente era Judith Jones, compañera de trabajo cercana de Campbell.  Campbell también escribió a favor de las acusaciones, ahora desacreditadas, planteadas en el escándalo de abusos sexuales a menores  en Cleveland, así como de acusaciones similares desacreditadas en Nottingham. El 9 de febrero de 1991, Campbell apareció en el programa de debate televisivo After Dark  junto con el entonces subdirector de servicios sociales de Nottinghamshire, Andy Croall, y otras personas.
Campbell se presentó dos ocasiones como candidata del Partido Verde en las elecciones locales (en el distrito londinense de Camden) y en las parlamentarias de 2010 (en los distritos electorales de Hampstead y Kilburn ), donde obtuvo sólo el 1,4% de los votos, escaño que ocupó la laborista Glenda Jackson. También es coautora de varias obras de teatro con Judith Jones, entre ellas And All the Children Cried, encargada por West Yorkshire Playhouse, y Blame, representada en el Arcola Theatre de Londres.

## Reconocimientos
Campbell ha recibido varias distincione  académicas, entre ellas los doctorados honoris causa de las universidades de Salford, Oxford Brookes y la Open  University. Su trabajo le ha valido varios premios, entre ellos Cheltenham Literature Festival Prize en 1984 por el libro Wigan Pier Revisited, el Fawcett Society Prize en 1987 por el libro The Iron Ladies y el First Time Producers' Award en 1990 por su documental Dispatches Listen to the Children.
En junio de 2009, a Campbell se le ofreció y aceptó una OBE por "servicios para la igualdad de oportunidades". En un artículo publicado en The Guardian, se definió así misma como "republicana con una política arraigada en el marxismo y el feminismo" y explicó la aparente contradicción al aceptar el premio de la siguiente manera:
Al aferrarse a símbolos y rituales que pertenecen a un cruel orden imperial, el gobierno compromete los gonged.

 Uno se pregunta: ¿cómo puedo aceptar algo de este horrible régimen imperial?

 Y, sin embargo, recibir el gong confiere el reconocimiento de las contribuciones de los "ciudadanos" a una sociedad mejor –en mi caso, la igualdad– y el gesto afirma nuestra necesidad; los radicales –no los monárquicos– son lo mejor de los británicos.
En 2012, figuró en la World Pride Power List de las 100 personas homosexuales más influyentes del año.

## Publicaciones (selección)
- Sweet Freedom: Struggle for Women's Liberation, Anna Coote, Beatrix Campbell & Christine Roche (1982), Picador Books.
- Wigan Pier Revisited: Poverty and politics in the Eighties, Beatrix Campbell (1984), Virago Press
- The Iron Ladies: Why Do Women Vote Tory? by Beatrix Campbell (1987), Virago Press
- Unofficial Secrets: Child Abuse – The Cleveland Case, by Beatrix Campbell (1988), Virago Press
- Goliath: Britain's Dangerous Places, Beatrix Campbell (1993), Methuen Books
- Diana, Princess of Wales: How Sexual Politics Shook the Monarchy, by Beatrix Campbell (1998), Women's Press.
- And All the Children Cried, by Beatrix Campbell and Judith Jones (2005), Oberon Books
- Agreement: The State, Conflict and Change in Northern Ireland, by Beatrix Campbell (2008), Lawrence & Wishart.
- End of Equality by Beatrix Campbell (2014), Seagull.